# Pleśniakowiec

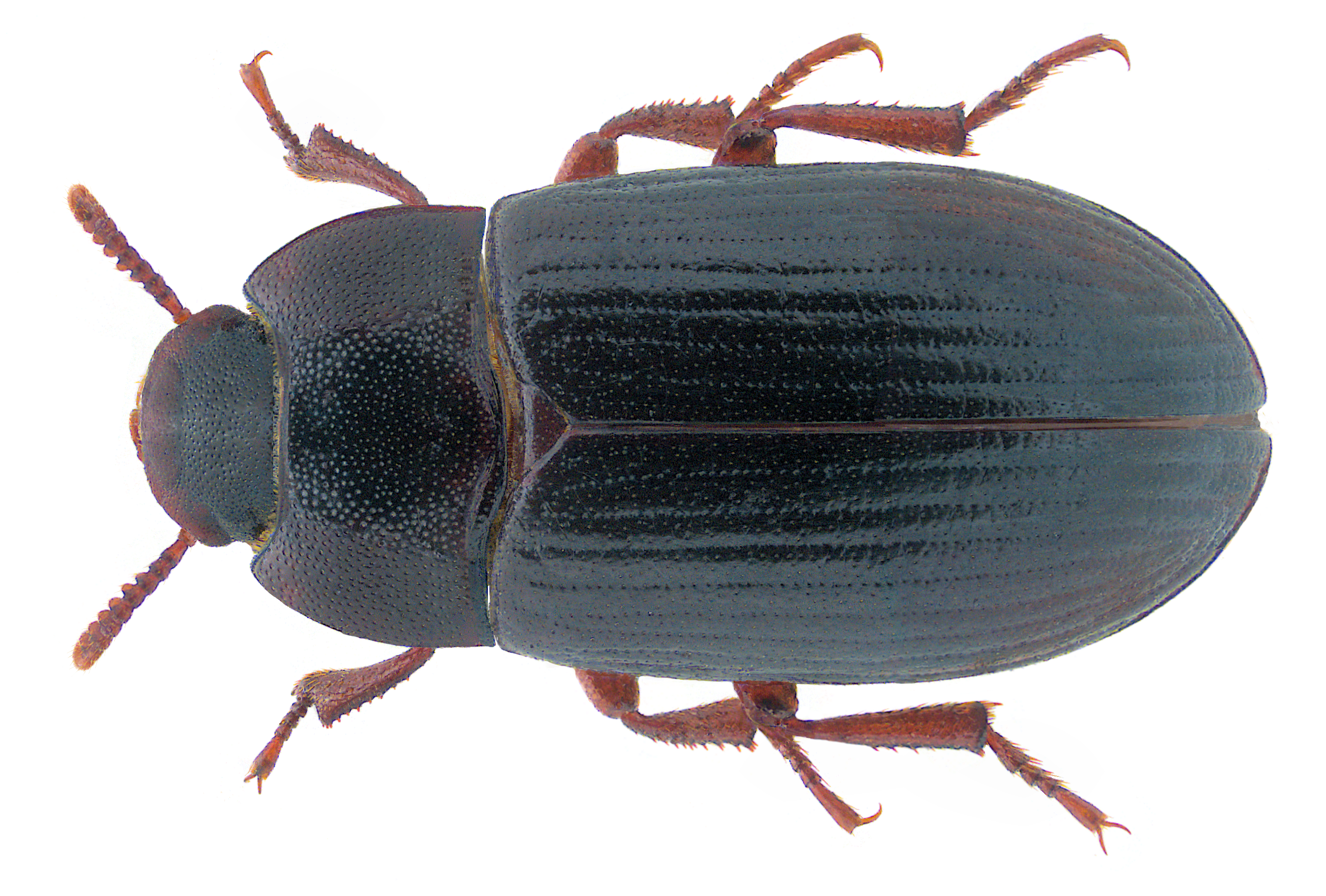
Pleśniakowiec lśniący

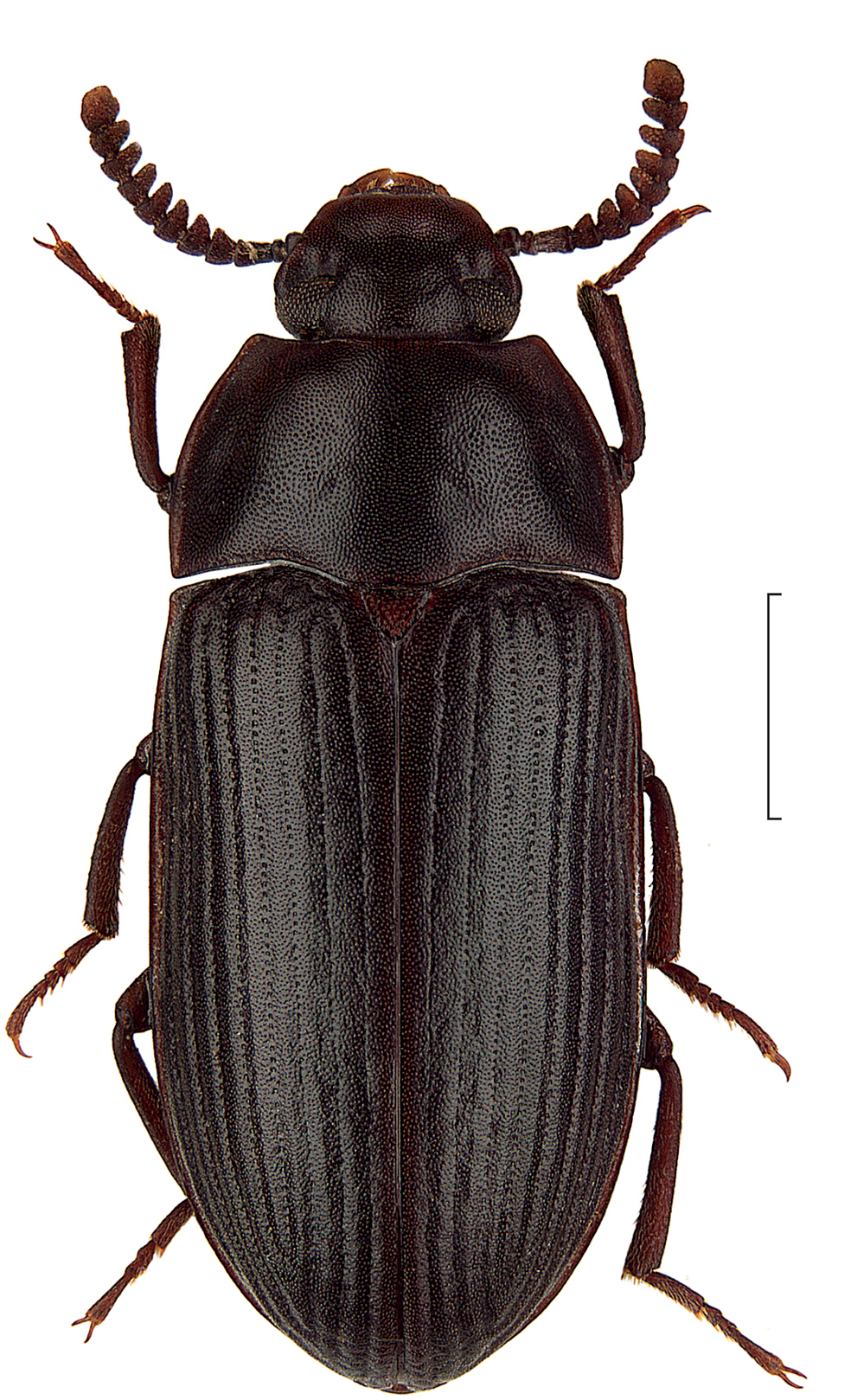
Alphitobius capitaneus

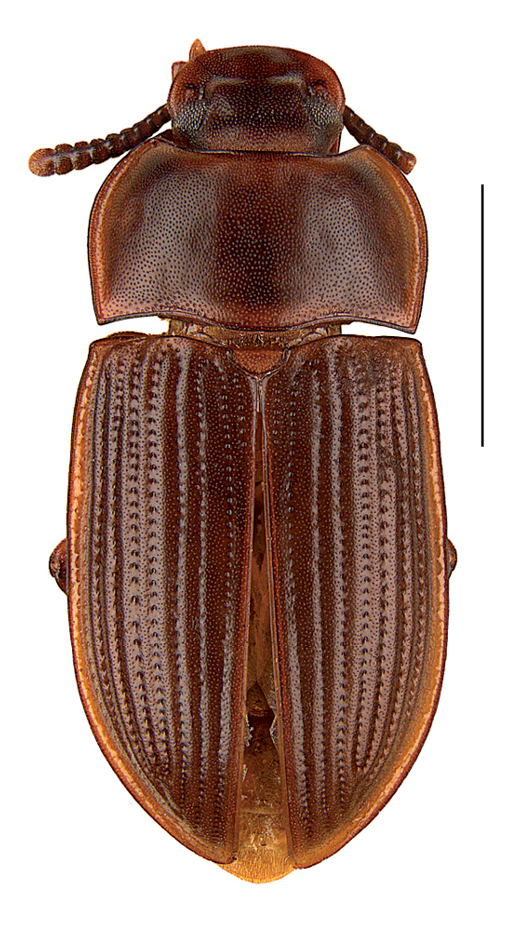
Alphitobius limbalis

Pleśniakowiec (Alphitobius) – rodzaj chrząszczy z rodziny czarnuchowatych i podrodziny Tenebrioninae.

## Morfologia
Chrząszcze o podługowato-owalnym, słabo wypukłym ciele barwy czarnej, brązowoczarnej lub ciemnobrązowej. Wierzch ciała jest punktowany i ma delikatną mikrorzeźbę w postaci ziarnistości. Poprzeczna głowa ma oczy złożone do połowy podzielone występami policzków. Czoło jest szerokie, zaopatrzone w wyraźnie wykrojoną na przedzie listewkę frontalną. Krótkie czułki po rozprostowaniu ku tyłowi nie sięgają do tylnej krawędzi przedplecza. Człony od szóstego do jedenastego mają poprzeczne, ku wierzchołkowi rozszerzone. Pięć lub sześć ostatnich członów formuje buławkę. Głaszczki szczękowe mają mały, trójkątnie rozszerzony człon wierzchołkowy. Przedplecze jest szersze niż dłuższe, szersze od głowy, obrzeżone wąską listewką przerwaną na środku krawędzi przedniej i tylnej. Krawędź tylna przedplecza jest po bokach silnie wykrojona. Pokrywy są tak szerokie jak przedplecze. Mają dobrze zaznaczone, regularnie punktowane rzędy oraz punktowane międzyrzędy. Skrzydła tylnej pary są dobrze wykształcone. Odnóża są stosunkowo krótkie i szerokie, skąpo porośnięte szczecinkami.

## Ekologia i występowanie
Owad mykofagiczny, żerujący na przegrzybiałym materiale. W warunkach naturalnych larwy i osobniki dorosłe bytują pod zagrzybiałą korą drzew, w próchnowiskach i grzybach nadrzewnych. W warunkach synantropijnych zamieszkują młyny, magazyny, spichrze i fermy, gdzie żerują na wilgotnym, zapleśniałym zbożu i jego przetworach.
Rodzaj głównie afrotropikalny. Niemal wszystkie gatunki występują w Afryce Subsaharyjskiej. Dwa gatunki o niepewnym statusie znane są z krainy madagaskarskiej. Pleśniakowiec lśniący i A. laevigatus wskutek synantropijności zyskały zasięgi kosmopolityczne.

## Taksonomia
Takson ten wprowadzony został w 1829 roku przez Jamesa Francisa Stephensa. Zalicza się do niego gatunki:
- Alphitobius acutangulus Gebien, 1921
- Alphitobius arnoldi Schawaller & Grimm, 2014
- Alphitobius capitaneus Schawaller & Grimm, 2014
- Alphitobius crenatus (Klug, 1833)
- Alphitobius diaperinus (Panzer, 1797) – pleśniakowiec lśniący
- Alphitobius distinguendus Fairmaire, 1869
- Alphitobius grandis Fairmaire, 1897
- Alphitobius hobohmi Koch, 1953
- Alphitobius inopinatus Grimm, 2015
- Alphitobius karrooensis Koch, 1953
- Alphitobius kochi Ardoin, 1958
- Alphitobius laevigatus (Fabricius, 1781)
- Alphitobius lamottei Ardoin, 1963
- Alphitobius leleupi Koch, 1953
- Alphitobius limbalis Fairmaire, 1901
- Alphitobius lucasorum Bremer, 1985
- Alphitobius niger Ferrer, 1983
- Alphitobius parallelipennis Koch, 1953
- Alphitobius rufus Ardoin, 1976
- Alphitobius rugosulus Koch, 1953
- Alphitobius striatulus Fairmaire, 1869
- Alphitobius ulomoides (Solier, 1851)
- Alphitobius viator Mulsant & Godart, 1868

## Znaczenie gospodarcze
Larwy pleśniakowca lśniącego i A. laevigatus wykorzystywane są jako pokarm w hodowlach zwierząt, w tym ptaków, gadów i płazów. W przypadku tego pierwszego rozważa się również ich masowe wykorzystanie jako pokarmu dla ludzi.